# Marian McPartland at the London House
Marian McPartland at the London House — концертный альбом британо-американской джазовой пианистки Мэриэн Макпартлэнд, записанный 24 сентября 1958 года в чикагском клубе London House с ритм-секцией, состоящей из басиста Билла Бритто и барабанщика Джо Кузатиса. Релиз альбома состоялся в 1958 году на лейбле Argo Records.

## Отзывы критиков
| Оценки критиков                   | Оценки критиков |
| Источник                          | Оценка          |
| --------------------------------- | --------------- |
| AllMusic                          | [ 2 ]           |
| The Encyclopedia of Popular Music | [ 3 ]           |

Кен Драйден в рецензии для AllMusic написал, что Макпартлэнд находится в отличной форме на этом сете.

## Список композиций
1. «Easy Blues» (Мэри Лу Уильямс) — 3:38
2. «Play Fiddle Play» (Артур Альтман, Эмери Дойч, Джек Лоуренс) — 3:56
3. «Like Someone in Love» (Джонни Бёрк, Джимми Ван Хьюзен) — 3:16
4. «Tune for Tex» (Билли Тейлор) — 4:32
5. «Signature Blues» (Мэриэн Макпартлэнд) — 0:31
6. «Blues Intro» (Мэриэн Макпартлэнд) — 0:51
7. «Steeplechase» (Чарли Паркер) — 4:29
8. «Give Me the Simple Life» (Руб Блум, Гарри Руби) — 3:58
9. «Sweet and Lovely» (Гас Арнхайм, Чарльз Дэниелс, Гарри Тобиас) — 2:57
10. «So Many Things» (Мэриэн Макпартлэнд) — 4:13

## Участники записи
- Мэриан Макпартлэнд — фортепиано, аранжировка
- Билл Бритто — ударные
- Джо Кьюсатис — бас
- Малкольм Чисхолм — звукоинженер
- Мэриэн Фрейзер, Дэйв Ашер — продюсер

Все данные взяты из примечаний к альбому.